# Santiago Vázquez

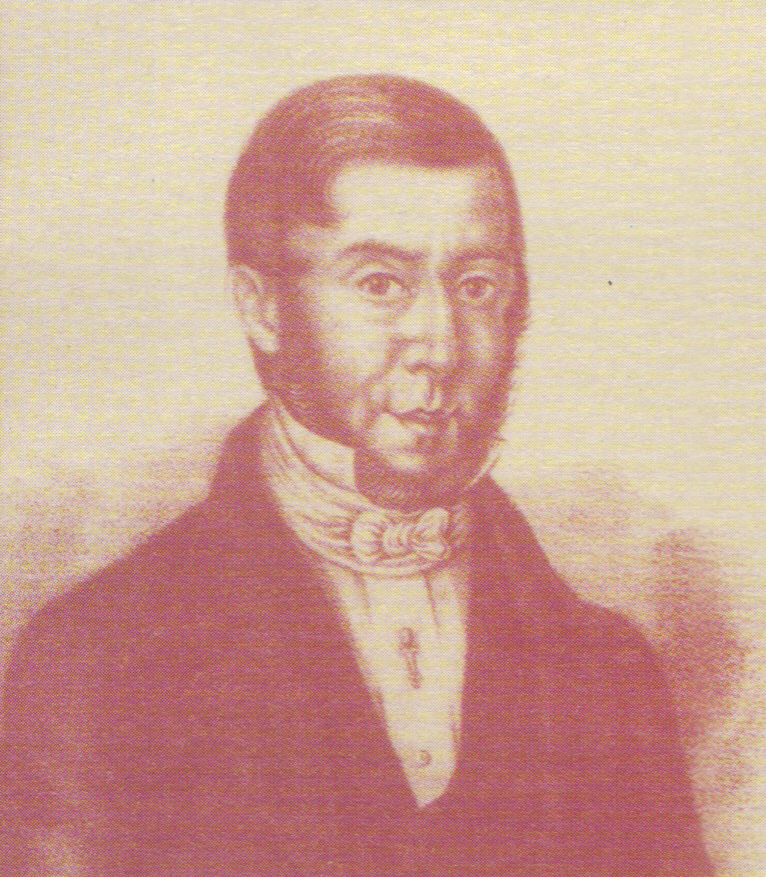
Santiago Vázquez

Santiago Vázquez (* 1787 in Montevideo; † 1847 in Rio de Janeiro, Brasilien) war ein uruguayischer Politiker und Diplomat.

## Leben
Vázquez nahm an der Belagerung Montevideos zwischen 1825 und 1828 teil, um die Stadt von der brasilianischen Besetzung zu befreien.
Später war er eines der 28 Mitglieder, die der Asamblea General Constituyente y Legislativa del Estado zwischen den Jahren 1828 und 1830 angehörten und den Entwurf der ersten Verfassung Uruguays erarbeiteten.
Unter der Regierung von José Fructuoso Rivera übte er vom 16. August 1832 bis zum 9. Oktober 1833 sowie vom 11. November 1838 bis zum 6. Februar 1839 das Amt des Außenministers von Uruguay aus.
Während der Regierungszeit Joaquín Suárez’ hatte er diese Funktion erneut vom 3. Februar 1843 bis zum 6. April 1846 inne.
Zeitgleich zu seiner dritten Amtszeit als Außenminister hielt er vom 4. November 1841 bis zum 15. Februar 1843 (4. Legislaturperiode 30. Dezember 1839 – 15. Februar 1843), sowie in der gesamten 5. Legislaturperiode (23. Februar 1843 – 9. Februar 1846) ein Mandat als Senator für das Departamento Paysandú in der Cámara de Senadores.